# Nophrecythere
Nophrecythere is een geslacht van uitgestorven kreeftachtigen uit de klasse van de Ostracoda (mosselkreeftjes).

## Soorten
- Nophrecythere alata (Whatley, 1970) Liebau, 1987 †
- Nophrecythere orientalis Neale & Singh, 1986 †
- Nophrecythere plena (Triebel, 1951) Brand, 1990 †
- Nophrecythere rimosa (Depeche, 1973) Bate, 1978 †